# Jisp (plaats)
Jisp is een dorp in de gemeente Wormerland in de Nederlandse provincie Noord-Holland. In de 17e- en 18e eeuw beleefde Jisp een bloeiperiode door de walvisvaart. Het dorp heeft toen circa 3800 inwoners gehad. Jisp heeft thans 700 inwoners (2023) en ligt in het natuurgebied Wormer- en Jisperveld aan de weg van Neck naar Wormer. De weg en buurt Het Weiver verbindt Jisp met het dorp Wormer. Tot 1991 was Jisp een zelfstandige gemeente.

## Bezienswaardigheden

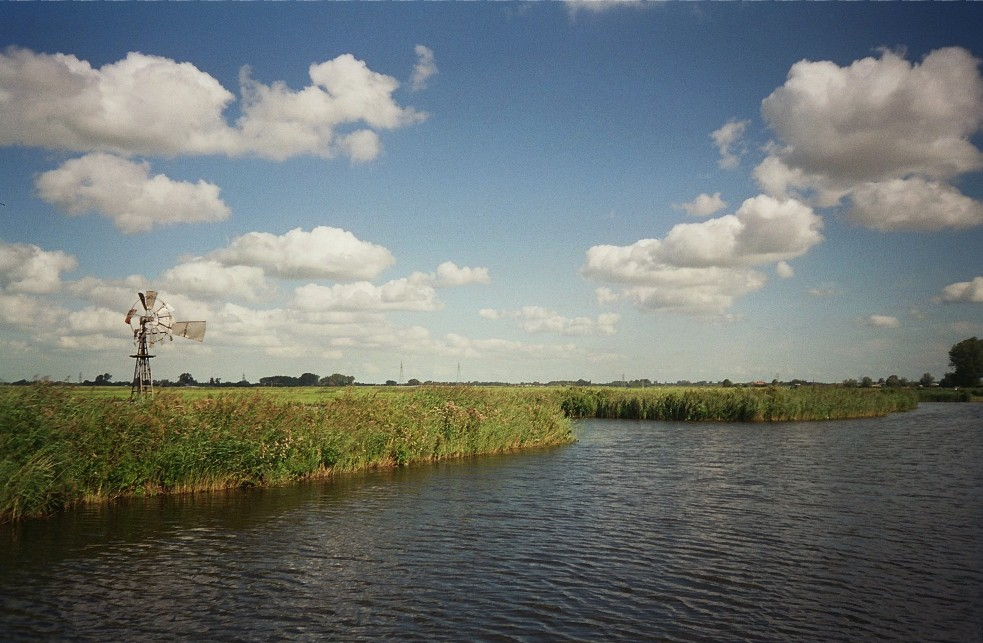
Wormer- en Jisperveld

Jisp kent een wegsloot en een raadhuisje uit 1650.
De Hervormde Kerk is gebouwd in 1822 op de plaats van de eerdere kerk. Het koorhek en de preekstoel dateren van die kerk uit de 17e eeuw. In de kerk worden maandelijks Concerten bij kaarslicht georganiseerd.
De uitspanning De Lepelaar (deze vogel stond ook in het wapen van de voormalige gemeente Jisp) ligt aan de plas het Zwet. Hier wordt in juni de pinksterkermis gehouden. Bij de dichtbijgelegen boerderij van Piet Praag zijn roeibootjes te huur. Piet Praag is de laatste overgebleven veeboer die zijn koeien per schuit van weiland naar weiland vervoert. Het overgrote deel van het gebied om Jisp is opgekocht door de Vereniging Natuurmonumenten
Elk jaar op 5 mei is Jisp een van de plaatsjes die wordt aangedaan bij de BevrijdingsBannetocht een variant op de bekende schaatstoertocht Bannetocht. Deze prestatietocht is altijd een gezellige gebeurtenis, met langs de route bezienswaardigheden, gratis versnaperingen en muziek. De 26 kilometer lange tocht is ook geschikt voor kinderen. Een ander jaarlijks wederkerend festijn is luilak.

## Geboren te Jisp
- Jan Ploeger (1879-1956), worstelaar, gymnastiekleraar, trainer en sportbestuurder
- Henk Ruijter (1893-1946), politicus en lid van de Tweede Kamer (RKSP, KVP)
- Lou Voster (1928-1999), politicus